# Charles Baron Clarke
Charles Baron Clarke (Andover, Hampshire, Inglaterra, 17 de junho de 1832 – Londres, 25 de agosto de 1906) foi  um botânico inglês.

## Biografia
Era filho de Turner Poulter Clarke e de Elizabeth Parker. Estudou no King's College de Londres de 1846 a 1852, e logo depois no Trinity College, Cambridge, de 1852 a 1856, onde se graduou como Bacharel de Artes; e Master de Artes no "Lincoln’s Inn" em 1859.
Lecionou no "The Queen's College" de Oxford de 1856 a 1865 até tornar-se Presidente do Colégio de Calcutá; dirigindo o jardim botânico da cidade de 1869 a 1871.
Tornou-se membro da Royal Society em 8 de junho de 1882 e de numerosa outras sociedades científicas como a Sociedade Linneana de Londres (que presidiu de 1894 a 1896) e a Sociedade geológica de Londres.
Foi o autor de Commelinacae (1881) e de Crytandraceea (1883). Estudou a flora da Caxemira e da Índia.

## Obras
Clarke escreveu vários livros, incluindo:
- The Cyperaceae of Costa Rica
- On the Indian species of Cyperus: with remarks on some others that specially illustrate the sub-divisions of the genus
- Illustrations of Cyperaceae
- Cyperaceae of the Philippines: a list of the species in the Kew Herbarium
- Philippine Acanthaceae
- The Subsubareas of British India
- Speculations From Political Economy
- A list of the flowering plants, ferns, and mosses collected in the immediate neighbourhood of Andover